# (1628) Strobel
(1628) Strobel ist ein Asteroid des Hauptgürtels, der am 11. September 1923 vom deutschen Astronomen Karl Wilhelm Reinmuth in Heidelberg entdeckt wurde.
Benannt ist der Asteroid nach dem deutschen Astronomen Willy Strobel.